# Русь (партія)
«Русь»  — політична партія України, яку очолює Іван Нечипорук.

## Історія
- 1997, квітень — відбувся установчий з’їзд партії. Головою партії було обрано Івана Симоненко. [1]
- 1998, 30 вересня — партію було офіційно зареєстровано Міністерством юстиції України.
- 2002 — партія вперше взяла участь в парламентських виборах. «Руський блок», до складу якого входила партія «Русь», набрав 0,73% голосів і не зміг пройти до Верховної Ради.
- 2006 — партія брала участь у виборах у складі блока Наталії Вітренко «Народна опозиція». Але отримала 2,93% голосів і знову не змогла провести свого представника у парламент. Поразка у парламентських виборах, криза ідеології партії призвели до розколу та глибокої кризи. Відверта проросійська орієнтація керівництва партії на той час вже не відповідала поглядам більшості її членів.
- 2006, літо — відбувся розкол у блоці Наталії Вітренко «Народна опозиція», і партія «Русь» вийшла з його складу. [2]
- 2009, 20 червня — відбувся VII з’їзд партії, на якому докорінно змінилися ідеологія та керівництво.
- 2009, 4 серпня — Міністерство юстиції України наказом № 1392/5 затвердило рішення VII з’їзду партії про зміни у назві і керівництві партії. З літа 2009 йде глибока перебудова партії. [3] [4] [5] [6] [7] [8] [9]
- 2010 — партія «Русь» взяла участь у виборах в органи місцевого самоврядування м. Бердянськ, за результатами яких отримала підтримку 4,7% громадян. [10]
- 2013, листопад — VIII з'їзд партії приймає нову Програму партії «Русь», та приєднуються до «Декларації Республіки Русь-Україна» — громадському руху, який проголосив за мету шляхом референдуму прийняти конституцію нової держави «Республіки Русь-Україна».

## Ідеологія партії
На з'їзді Партії «Русь», що відбувся в листопаді 2013 року, було прийнято Програму Партії, що ґрунтується на таких основних принципах:
- Повернення Україні історичної назви «Русь-Україна» — англ. «Ruthenia»;
- Проведення Всеукраїнського референдуму про прийняття Конституції Республіки Русь-Україна, створеної на основі принципів, викладених в Програмі Партії «Русь», що було прийнято в листопаді 2013 року;
- Формування громадянського суспільства — створення широкого прошарку економічно самостійних політично активних громадян, які братимуть активну участь в процесах політичного, соціального та економічного перетворення суспільства;
- Формування демократичної держави нового типу, що ґрунтується на принципі прямої демократі;
- Створення державного апарату на основі моделі електронної держави — взаємної відкритості інформації Держави та Громадянина;
- Територіально-адміністративна реформа, поширення місцевого самоуправління на рівні населених пунктів та Громад районів; дебюрократизація місцевого самоврядування; ліквідація зайвих бюрократичних ланок на рівні областей;
- Реформа Суду та Прокуратури — введення принципу виборності місцевих суддів; ліквідація спеціалізованих судів; збереження за прокурорами виключно функцій державного звинувачення;
- Скорочення регуляторної функції Держави в економіці; формування чіткої зрозумілої кожному системи податків, що стимулюватиме розвиток дрібного та середнього бізнесу;
- Підтримка інституту сім'ї, стимулювання дітонародження та всиновлення дітей-сиріт.
- Повна перебудова систем Освіти та Охорони здоров'я; відродження принципу рівного доступу Громадян до Освіти та Охорони здоров'я;
- Підтримка ідеї об’єднання традиційних християнських церков під юрисдикцією апостольського престолу.

У сфері зовнішньої політики Партія «Русь» виділила наступні принципи:
- Підтримка Угоди про асоціацію України та ЄС; подальший розвиток відносин з Європейським Союзом
- на принципах, що встановлені дійсними угодами та на принципах, що проголошені у Програмі партії;
- Вступ у політичного та військового блоку НАТО, як єдина гарантія у сучасному світі забезпечити безпеку та територіальну цілісність держави;
- Побудова з усіма країнами, у тому числі з Російською Федерацією, двосторонніх відносин, побудованих виключно на принципах рівності, партнерства та добросусідства;
- У віддаленому майбутньому побудова конфедеративного об'єднання з тими державами Східної та Північної Європи, які в силу історичної традиції поділяють цінності, проголошені Програмою Партії «Русь», і майбутньої Конституції Держави «Русь-Україна/Ruthenia».